# Far til fire - på hjemmebane
Far til fire – på hjemmebane er en dansk familiefilm fra 2008, instrueret af Claus Bjerre. Manuskriptet er skrevet af Jacob Tingleff.

## Medvirkende
- Niels Olsen som  Far
- Kasper Kesje som  Lille Per
- Sidse Mickelborg som  Søs
- Kathrine Bremerskov Kaysen som  Mie
- Jakob Wilhjelm Poulsen som Ole
- Jess Ingerslev som  Onkel Anders
- Therese Glahn som Gitte
- Søren Bregendal som  Peter
- Sebastian Klein som revisor